# رينسفاوده
رينسفاوده هي مدينة وبلدية بمقاطعة أوترخت بهولندا.

## طوبوغرافيا
خريطة طوبوغرافية هولندية لبلدية رينسفاوده، يونيو 2015، (تقرأ بعد ثلاث نقرات على الخريطة).

## وصلات خارجية
- Official website